# Шаколин, Александр Данилович
Александр Данилович Шаколин (1920—1994) — механизатор, тракторист. Герой Социалистического Труда (1973)

## Биография
Получил начальное образование. С 1936 года работал трактористом, механизатором в колхозах Белоруссии.
В 1940 г. переехал в Сортавала Карело-Финской ССР, работал трактористом в колхозе «Рассвет» в поселке Рюттю.
Участник Великой Отечественной войны, обороны Ленинграда, боев под городом Великие Луки, несколько раз был ранен.
После войны в работал в учебно-опытном хозяйстве Сортавальского сельскохозяйственного техникума.
С 1960 г. работал в совхозе «Сортавальский». Одним из первых в Карельской АССР внедрил комплексную механизацию при возделывании пропашных культур и заготовке кормов, инициатор движения механизаторов республики за повышение урожайности сельхозкультур.
Участник ВДНХ СССР (1968, 1970 гг.).
Внедрил культиватор собственной конструкции, позволивший повысить урожайность картофеля.